# Pietro Mianiti
Pietro Mianiti (Parma, 20 giugno 1959) è un direttore d'orchestra italiano.

## Biografia
Ha studiato viola, composizione e direzione d'orchestra.
Dal 1999 al 2003 ha ricoperto il ruolo di Direttore Musicale dell'Associazione Prolirica del Perù, per la quale ha diretto al Teatro Segura di Lima: Turandot, Tosca, Falstaff, Il barbiere di Siviglia, Aida, Rigoletto, Messa di Gloria di Giacomo Puccini, Messa da Requiem di Verdi e la nona sinfonia di Beethoven.
Nel 1998 è stato Direttore Principale dell'Orchestra Das Beiras in Portogallo.
Si dedica sia all'esecuzione di opere rare (La Passione di Gesù Cristo di Salieri a Brno) che di musica contemporanea.
Dirige prime esecuzioni assolute quali Il Filo, Freddo e We Like Mozart di Michele Dall'Ongaro, L'Opera delle filastrocche di Virgilio Savona, Oratorio di Maurizio Fabrizio, la Missa Andina di Alejandro Nuñez Allauca.
Nel 2003 è stato insignito dell'onorificenza di “Cavaliere della Repubblica del Perù” per meriti artistici.
Nel 2004 ricopre il ruolo di consulente artistico del Teatro Massimo di Palermo dove sostituisce il M° A. Lombard in Carmen di Bizet. Per il circuito A.S.L.I.C.O. sempre nel 2004 dirige L'elisir d'amore di Donizetti, nel 2005 I Capuleti e i Montecchi di Bellini, nel 2007 e nel 2008 rispettivamente Madama Butterfly e Turandot, di Puccini.
Dal 2005 al 2011 è stato direttore musicale della Roma Tre Orchestra (R3O).
Mianiti ha avuto modo di dichiarare:
(Pietro Mianiti)